# Athanasia inopinata
Athanasia inopinata là một loài thực vật có hoa trong họ Cúc. Loài này được (Hutch.) Källersjö mô tả khoa học đầu tiên năm 1986.

## Phân bố
Là loài đặc hữu Nam Phi, phân bố tại tỉnh: Western Cape, phạm vi: Dãy núi Tradouw.

## Môi trường sống và sinh thái
Hệ thống chính: Trên cạn
Môi trường sống chính: Thung lũng sa thạch và sườn núi.

## Các mối đe dọa
Sự cạnh tranh từ các loài thông ngoại lai xâm lấn và Hakea là mối đe dọa tiềm ẩn vì những loài này đã xâm chiếm nhiều khu vực dọc theo Đèo Tradouw.

## Số lượng cá thể
Xu hướng cá thể: Ổn định.